# Apamea
Apamea (in greco Ἀπάμεια?; in arabo أفاميا,‎?, Afāmiyā o فاميا, Fāmiyā; in ebraico אפמיא‎?, Apamia) è un'antica città greca e poi romana, sorta lungo il corso del fiume Oronte, ora in Siria.

## Storia
L'area dell'acropoli fu occupata fin dal Neolitico da una popolazione di agricoltori; numerosi ritrovamenti (selci lavorate, tombe con ricco arredo, frammenti ceramici) testimoniano la continuità anche nelle successive età del bronzo antico e medio.
Il centro può probabilmente essere identificato con Nija, località menzionata in testi egizi ed ittiti del XVI secolo a.C. e del XV secolo a.C. Nel corso degli scavi è stata scoperta una stele ittita che affermava che la città era "stata fondata dal re Orhilina di Hamath" (l'odierna Hama).
Successivamente, assieme a tutta la Siria, fu occupata dai Persiani, che la rinominarono Pharnake. Dopo l'accordo di Triparadeiso (Spartizione di Triparadiso), nel 320 a.C. fu occupata dai Macedoni e ribattezzata per un breve periodo Pella (320-300 a.C.).
Nel 300 a.C., dopo la Battaglia di Ipso (301 a.C.) sulla cima della collina, dominante la valle del fiume Oronte, Seleuco I Nicatore fece costruire verso il 300 a.C. l'acropoli e fondò una nuova città, a cui diede il nome della moglie, Apama I.
Sotto i Seleucidi la città è utilizzata come appoggio dell'esercito, per la presenza dell'acropoli fortificata e per l'abbondanza di risorse per l'approvvigionamento delle truppe. La struttura originaria era ortogonale, come tutte le nuove città ellenistiche; struttura che venne mantenuta in seguito sia dai Romani che dai Bizantini. Apamea divenne in brevissimo tempo uno dei maggiori centri del regno seleucide, sede anche della cavalleria reale.
Mantenne integra la sua importanza, sia come base militare sia commerciale, anche durante il periodo romano, dopo che Pompeo l'aveva conquistata nel 63 a.C., distruggendone l'acropoli; all'apogeo del proprio sviluppo poteva contare fino 500.000 abitanti, inclusi gli schiavi. Probabilmente dopo un terremoto, l'imperatore Claudio intervenne nella ricostruzione e la rinominò Claudia Apamea, come testimoniano alcune iscrizioni. Distrutta ancora da un terremoto nel 115, la ricostruzione fu iniziata da Traiano, che in quel periodo si trovava ad Antiochia; l'imperatore predispose la riedificazione completa della città che, in quel periodo, vide erigere il teatro, le terme e vari templi favorendo la fioritura di arti, scienza ed economia.
Apamea era sede dell'oracolo di Zeus Belos, che l'imperatore Settimio Severo, all'inizio del III secolo, era solito interpellare.
Sempre all'inizio del III secolo, sino al 231, Apamea ospitò il quartier generale della Legio II Parthica, impegnata nelle guerre contro i Sasanidi, che riescono a conquistare la città, nel 252/253, sotto la guida dell'Imperatore Shāhpur.
All'inizio del IV secolo, Apamea fu uno dei maggiori centri culturali dell'Oriente, anche per merito di Giamblico che vi diresse la scuola neoplatonica. Tra il 384 e il 388 il prefetto Materno Cinegio distrusse molti templi pagani tra cui anche la sede dell'oracolo di Zeus Belos. Dopo la divisione dell'impero, Apamea divenne capoluogo della provincia Syria Secunda e conobbe nel corso del V secolo un notevole sviluppo, ma poi, come tutte le città della Siria del nord, dovette subire vari assalti da parte dei Persiani e, nel corso del VI secolo, fu colpita da due gravi terremoti e fu ricostruita da Giustiniano.
Nel 636 fu conquistata praticamente senza colpo ferire dagli Arabi del generale Khalid ibn al-Walid, che pian piano ripristinarono la cittadella fortificata sull'acropoli, che permise loro di resistere ai Bizantini che tentavano invano di riconquistare Apamea.
Durante le crociate, la città fu conquistata (1106) da Tancredi di Galilea e unita al principato di Antiochia; venne poi riconquistata da Nur al-Din nel 1149 e la città continuò a vivere sino ad oggi nell'insediamento di Qalʿat al-Mudiq.
Due altri terremoti la rasero al suolo nel 1157 e nel 1170, riducendo completamente l'importanza della città.
Durante le incursioni mongole in Palestina del 1271 fu brevemente conquistata dai Mongoli ilkhanidi, per poi essere riconquistata dai Mamelucchi.
Il sito antico, dopo secoli di disinteresse, iniziò ad essere riscoperto da una missione di scavo belga, nel 1925, e continua ancora oggi.

## Monumenti e luoghi d'interesse

### Porta di Antiochia

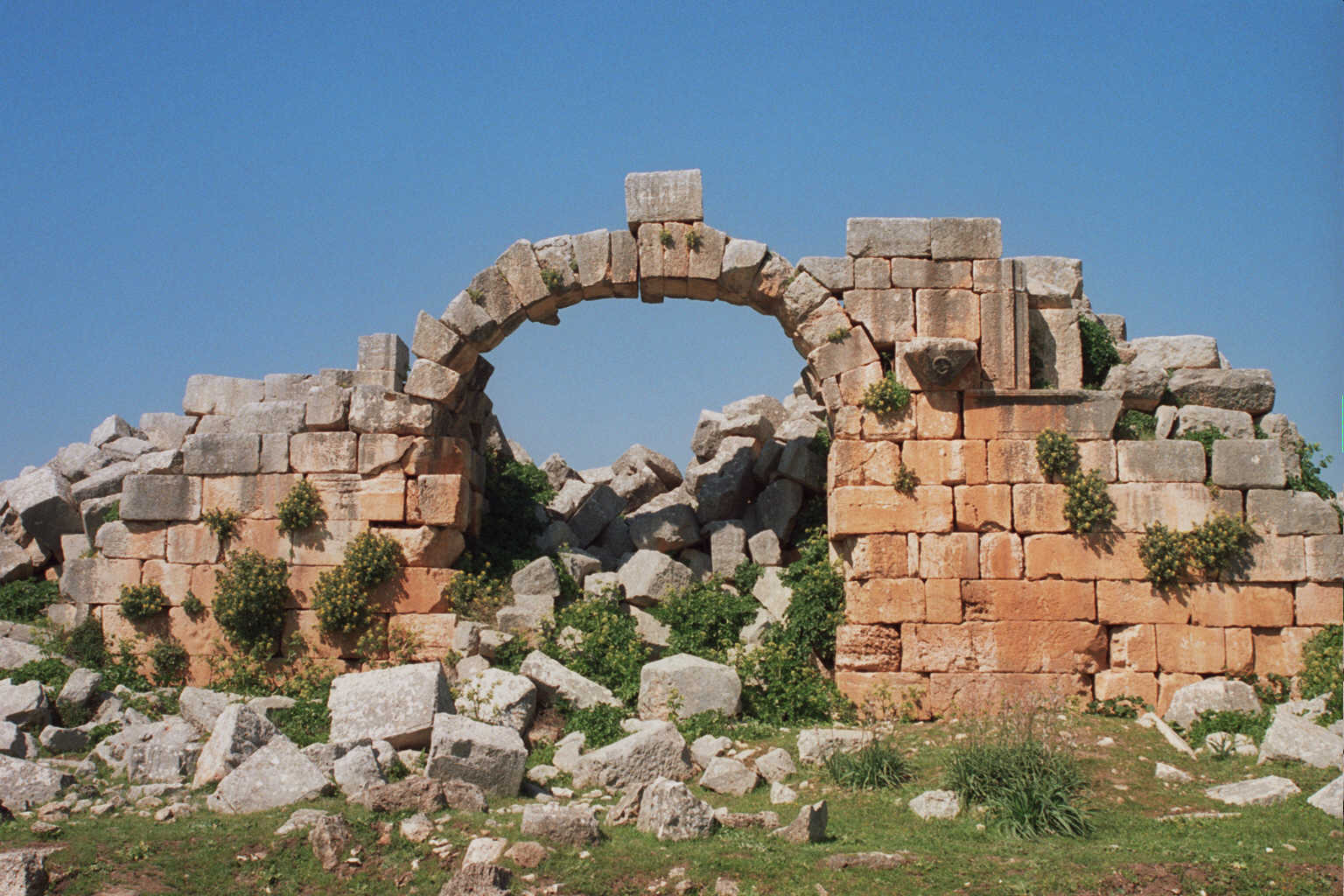
Porta di Antiochia.

È l'unica rimasta delle sette porte della città, da cui partiva la strada diretta ad Antiochia, verso nord, per cui era detta anche porta nord. Nei pressi si possono ancora ammirare alcuni tratti delle mura cittadine, lunghe oltre 6 km, dal perimetro irregolare che un tempo includevano anche la cittadella.
All'interno delle mura, ma soprattutto in quest'area si vedono anche numerosi esempi di conduttore idriche in cotto. Oggi la porta risulta ostruita da cumuli di macerie causate dai terremoti.

### Via Colonnata

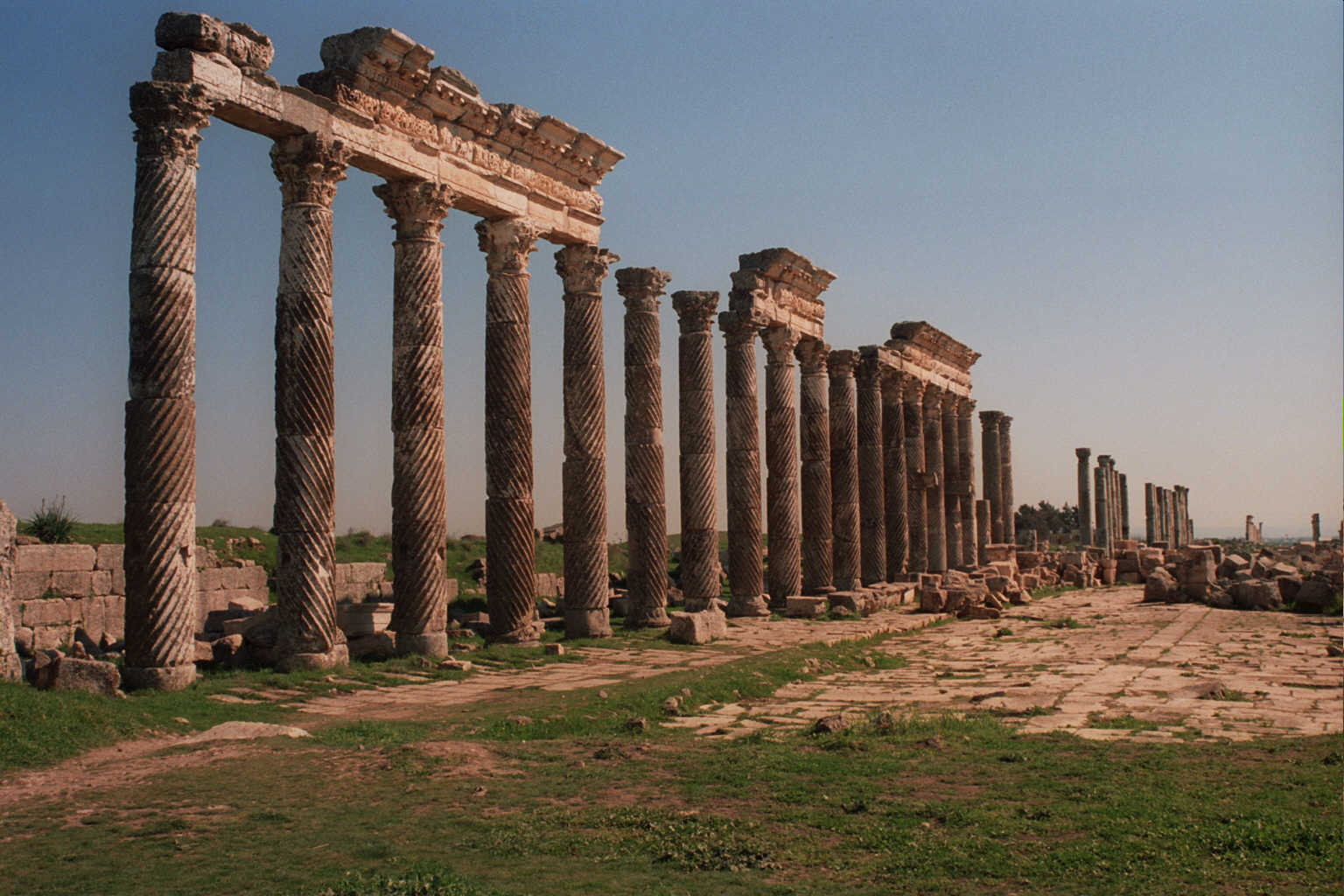
Via Colonnata.

Asse centrale della città ricostruita da Traiano era il cardo maximus, una splendida via colonnata che tagliava Apamea da nord a sud, dalla porta di Antiochia a quella di Hama, per una lunghezza di circa 2 km ed una larghezza di 37,5 m, maggiore delle vie di Palmira e di Antiochia.
La sola carreggiata, i cui lastroni conservano ancora i segni del passaggio dei carri, misura oltre 22m; i portici laterali hanno una profondità di 7–8 m.
Il tratto settentrionale, costruito durante i regni di Traiano e di Marco Aurelio, conserva ancora colonne con capitelli corinzi e fusti lisci, mentre il tratto meridionale ha colonne scanalate, una rarità per la Siria, che testimonia anche la ricchezza ed il benessere dei suoi abitanti durante il III secolo.

### Terme e Colonna Monumentale

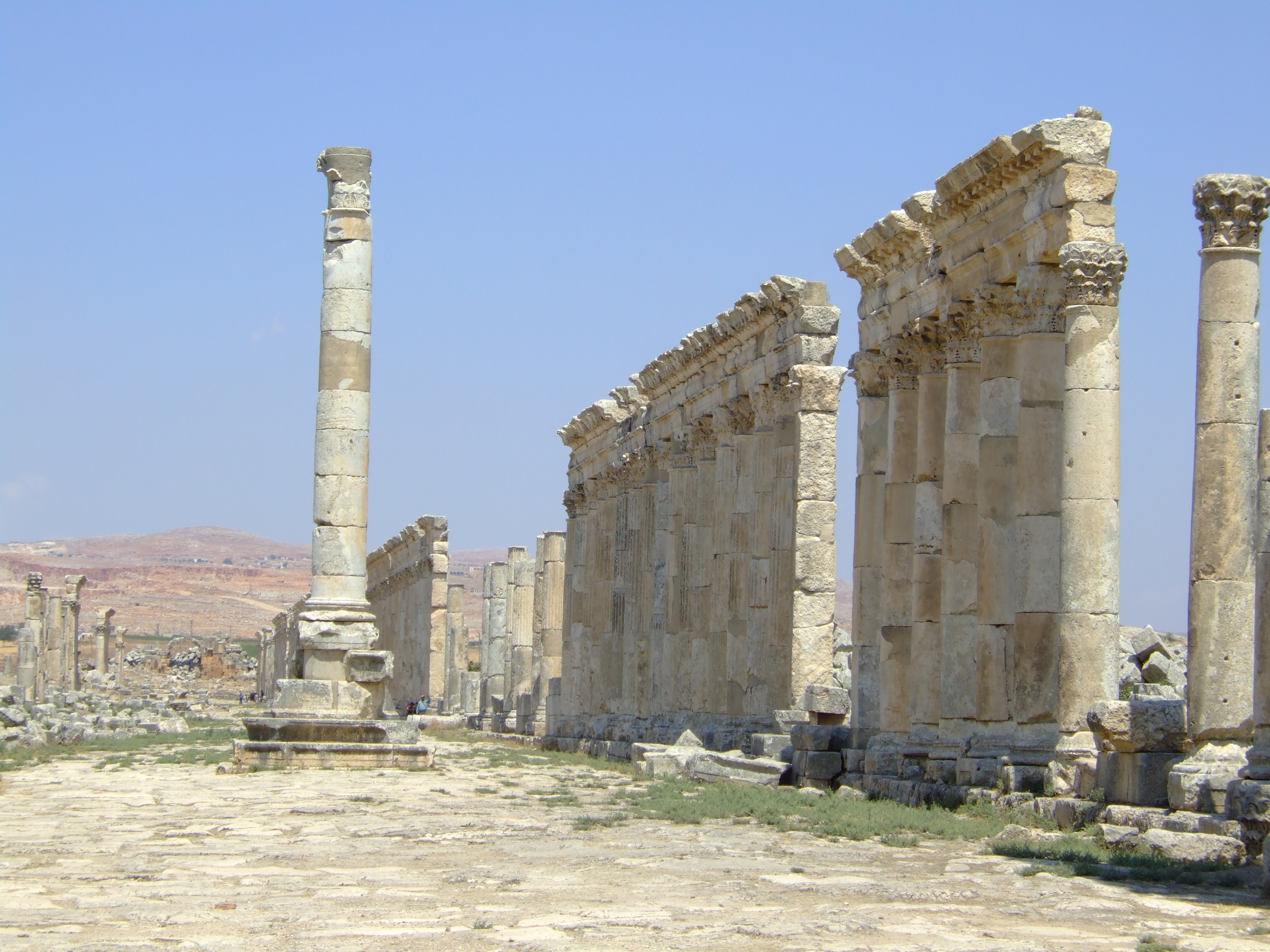
La colonna monumentale

Lungo il cardo, sulla destra si trovano le rovine delle terme, un tempo accessibili dalla strada tramite un ingresso monumentale. Furono donate alla città da Giulio Agrippa nel 116 d.C., assieme ad un ricco corredo di statue. Durante gli scavi sono state trovate tracce di una strada ricoperta di mosaici che conduceva al complesso.

### Agorà e Tempio di Zeus Belos
Poco prima dell'incrocio con il decumano massimo i porticati acquistano un aspetto più dinamico, grazie a colonne con scanalature a spirale con andamento inverso da una all'altra. Tre di queste colonne avevano mensole dove erano poste le statue degli imperatori Antonino Pio, Marco Aurelio e Lucio Vero, probabilmente in bronzo. Qui si trovava l'agorà su cui si affacciava il tempio di Zeus Belos. Nel 386 d.C., il tempio fu fatto radere al suolo dal vescovo Marcello.

### Ninfeo
Poco prima di raggiungere il decumano massimo si arriva al ninfeo.

### Decumanus Maximus
Oggi il decumano massimo coincide con una strada asfaltata, lungo la quale si trovano i resti di una villa romana, La casa delle mensole, con imponente ingresso ed un cortile colonnato.
Dall'altra parte del decumano sorge una cattedrale del V secolo. Si tratta di una chiesa a pianta centrale quadrilobata, prolungata da una cappella sul lato orientale. La pianta ha la forma tipica dei martyrion ed effettivamente nella chiesa era conservata una reliquia della Santa Croce.

### Teatro

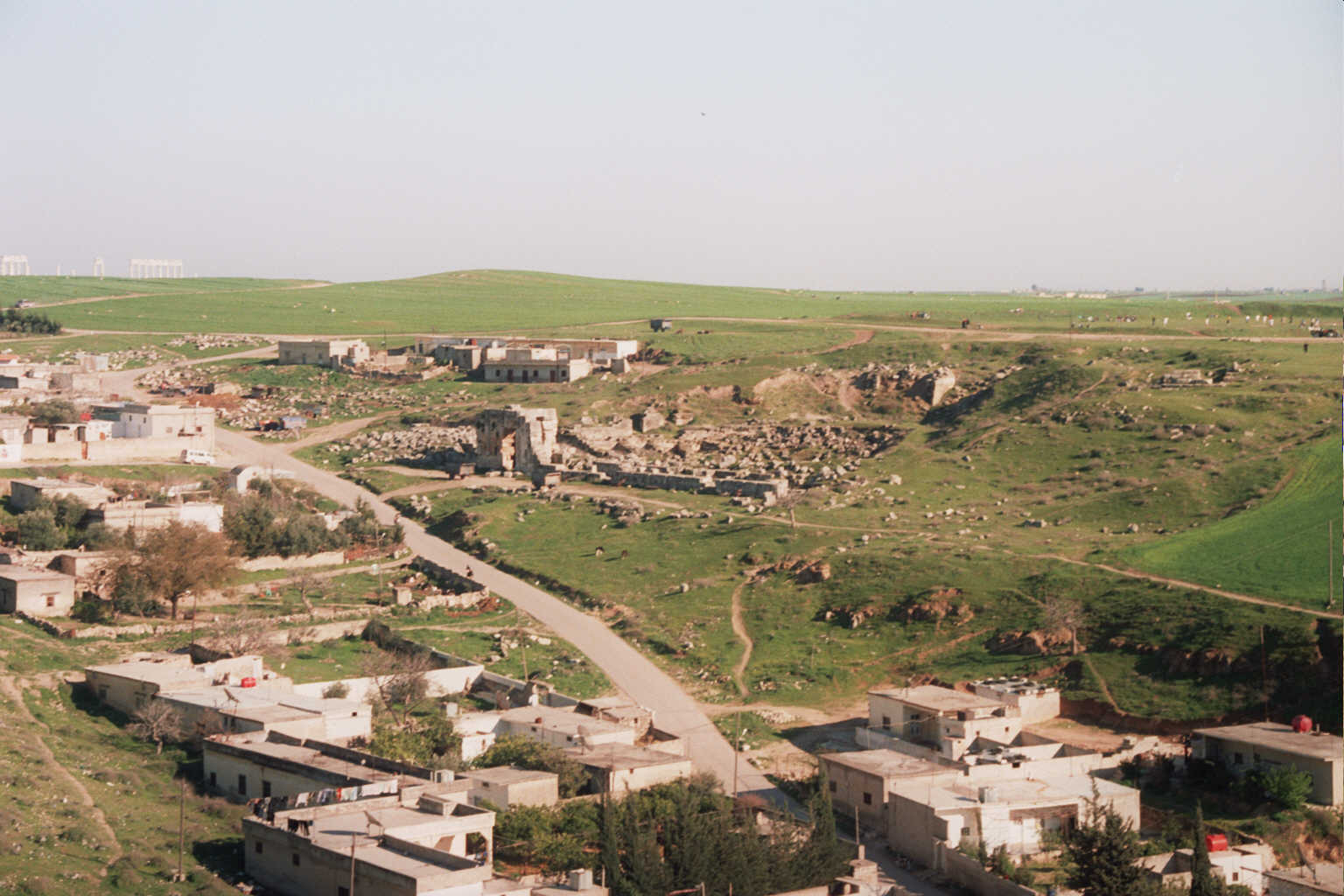
Il teatro visto dalla Cittadella

Trasformato in fortezza durante il Medioevo, fu poi usato come cava di pietra; ora ben poco delle originarie gradinate, anche se la struttura è ancora visibile. Di dimensioni notevoli, circa 139 m di diametro, era il più grande teatro della Siria romana ed uno dei maggiori del mondo antico, più grande perfino di quello di Bosra.

### Caravanserraglio

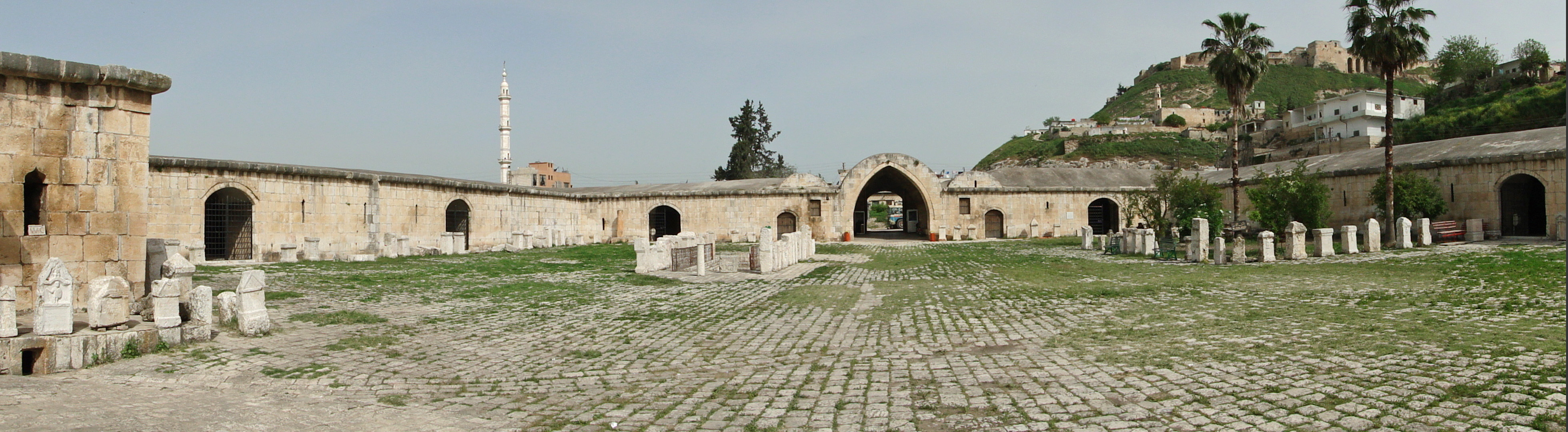
Interno del Caravanserraglio

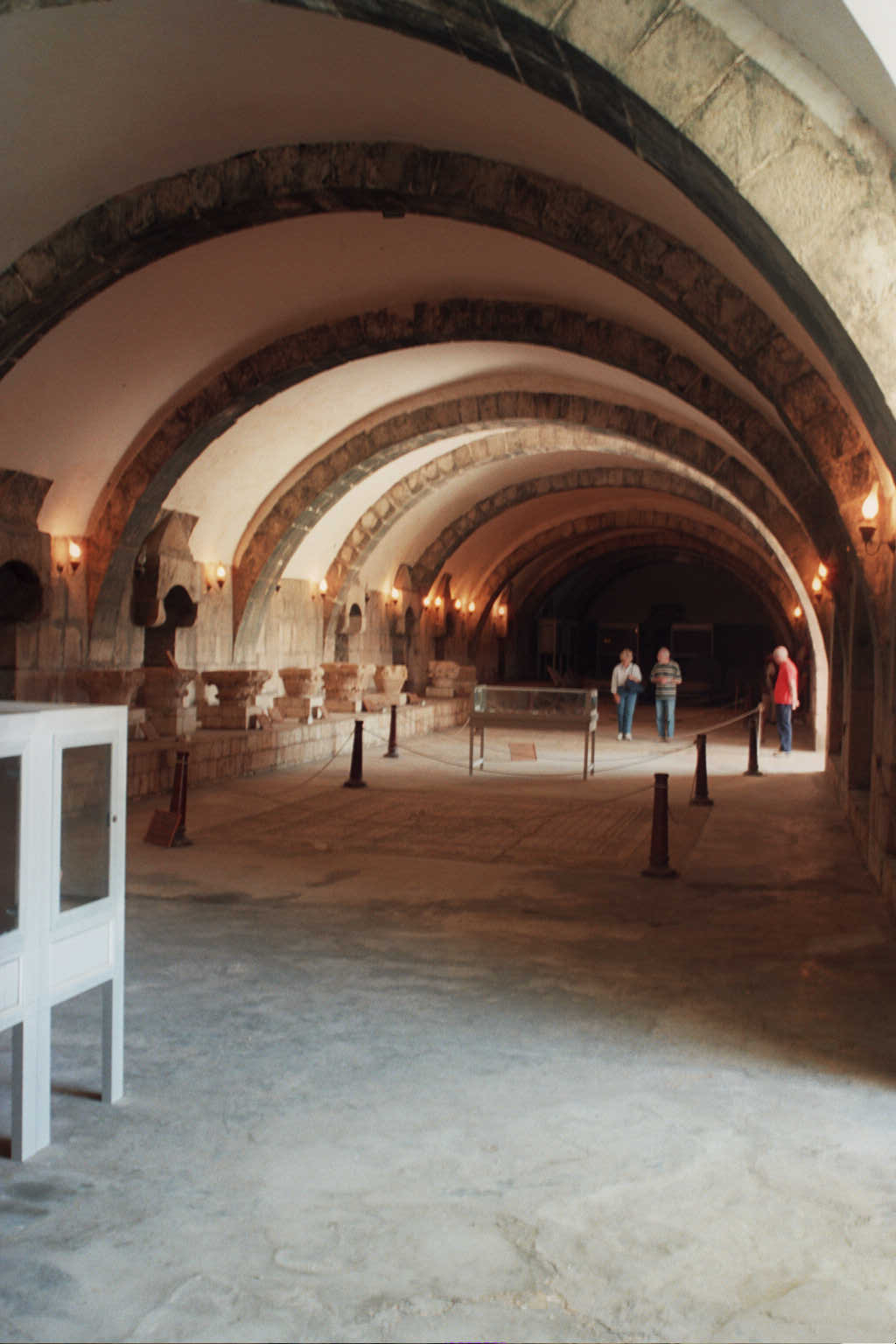
Interno del Caravanserraglio

Il caravanserraglio fu costruito da un certo Muhammad Qizlar, sotto il regno di Solimano il Magnifico. Attualmente, dopo un accurato restauro terminato nel 1982, l'edificio occupa il museo del mosaico di Apamea. Presenta una struttura costituita da grandi ambienti con copertura a botte, distribuiti attorno ad un cortile centrale. Il museo contiene una interessante raccolta di mosaici romani e bizantini, tra i quali i più significativi sono Socrate che siede tra i sapienti e la Vittoria di Cassiopea sulle Nereidi, entrambi rinvenuti al di sotto del pavimento della Cattedrale, appartenenti ad un precedente edificio non cristiano.

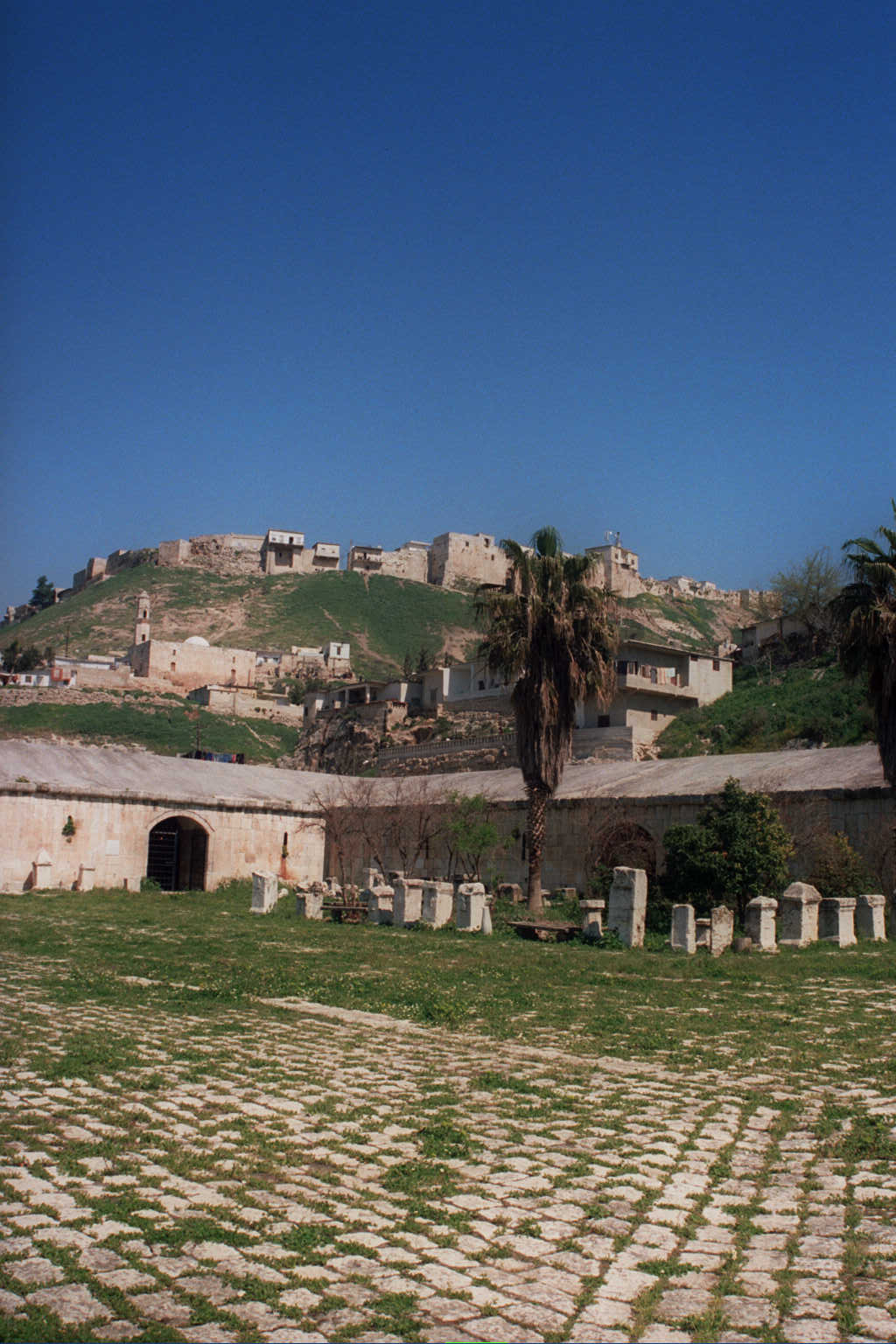
Cortile del Caravanserraglio con vista sulla Cittadella

La simbologia dei due mosaici va interpretata nell'ottica della filosofia neoplatonica, che aveva in Apamea una celebre scuola.
Numerosi altri mosaici, provenienti anche dal vicino villaggio di Huarte, sono esposti nel museo.

### Cittadella
La fortezza medievale di Qala'at al-Madiq domina l'area archeologica. La cinta medievale fu ricostruita dai Mamelucchi nel XIII secolo.

## Galleria d'immagini

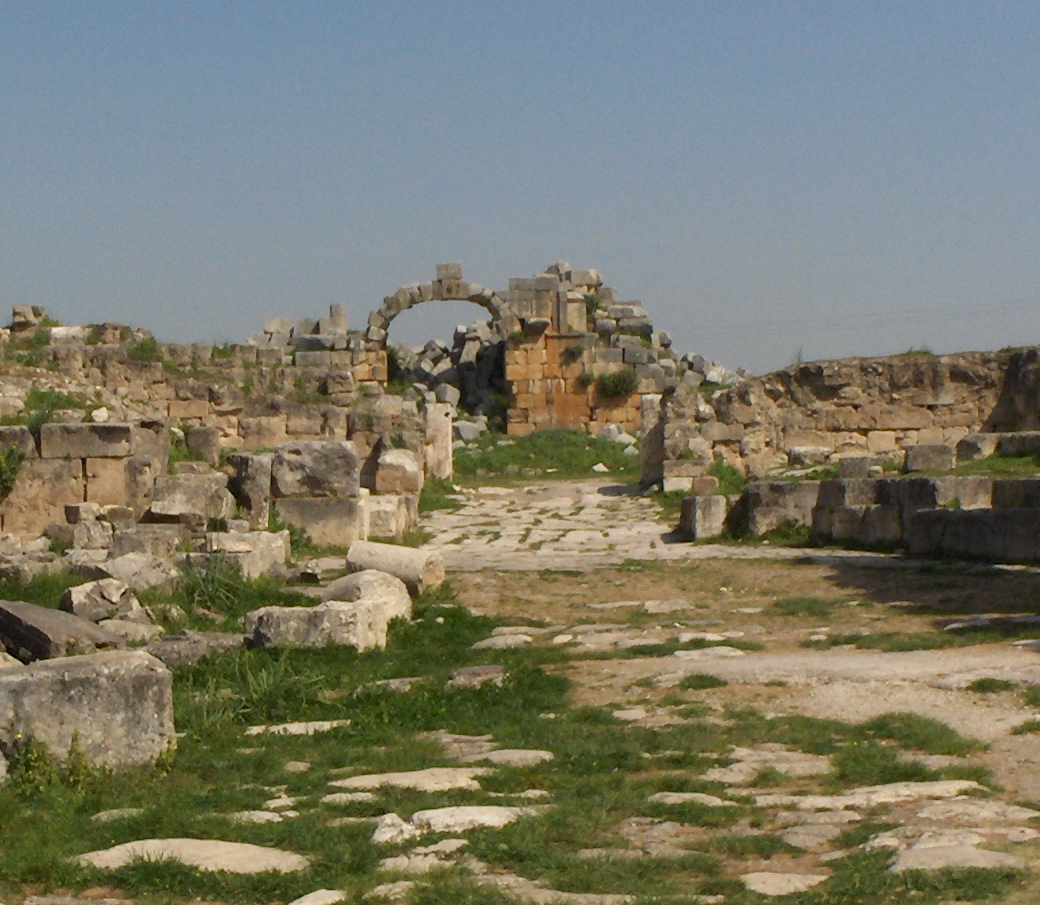
La porta di Antiochia o porta nord, il 2 aprile 2010, ancora ostruita dalle macerie
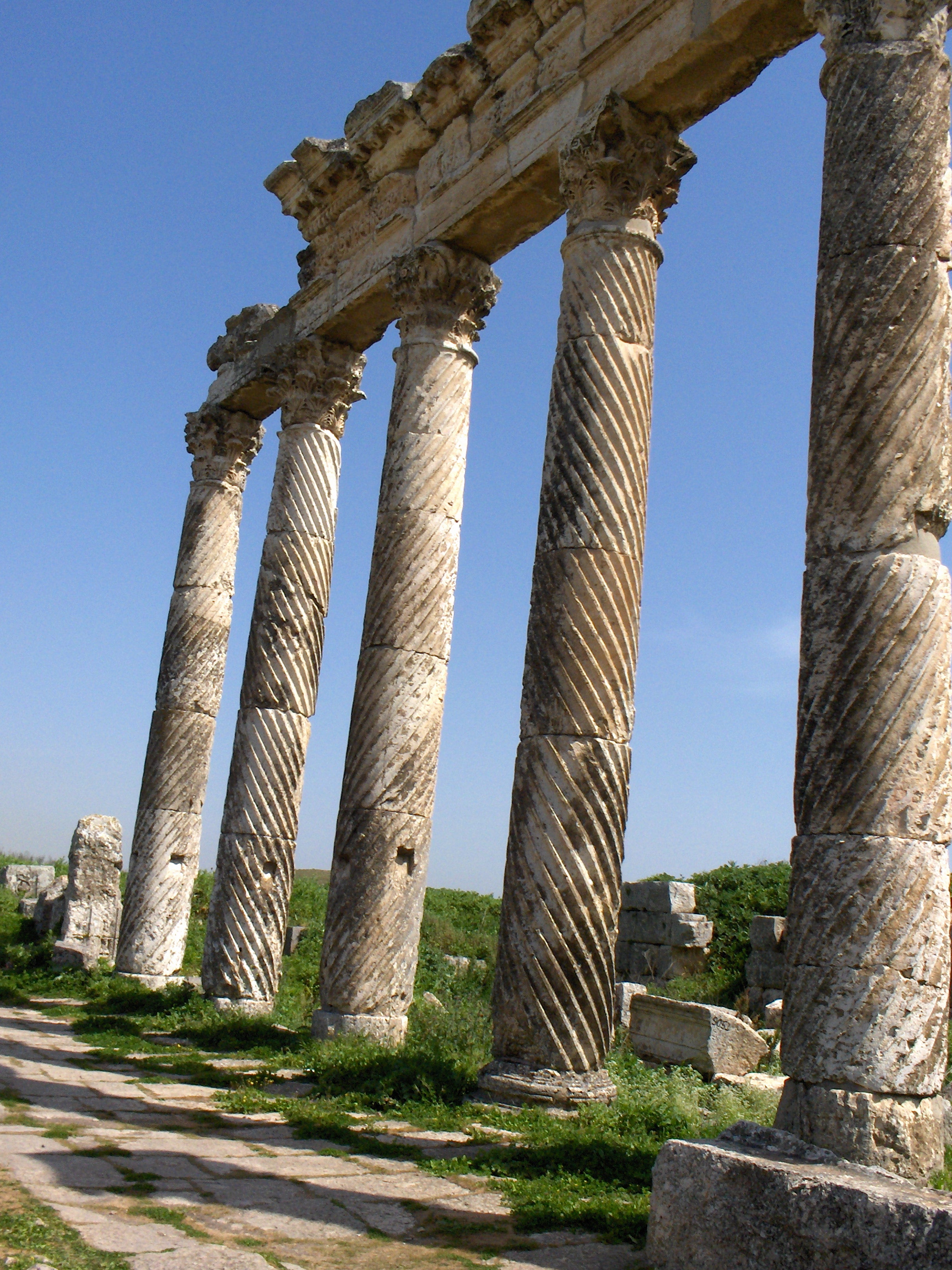
Le colonne scanalate.
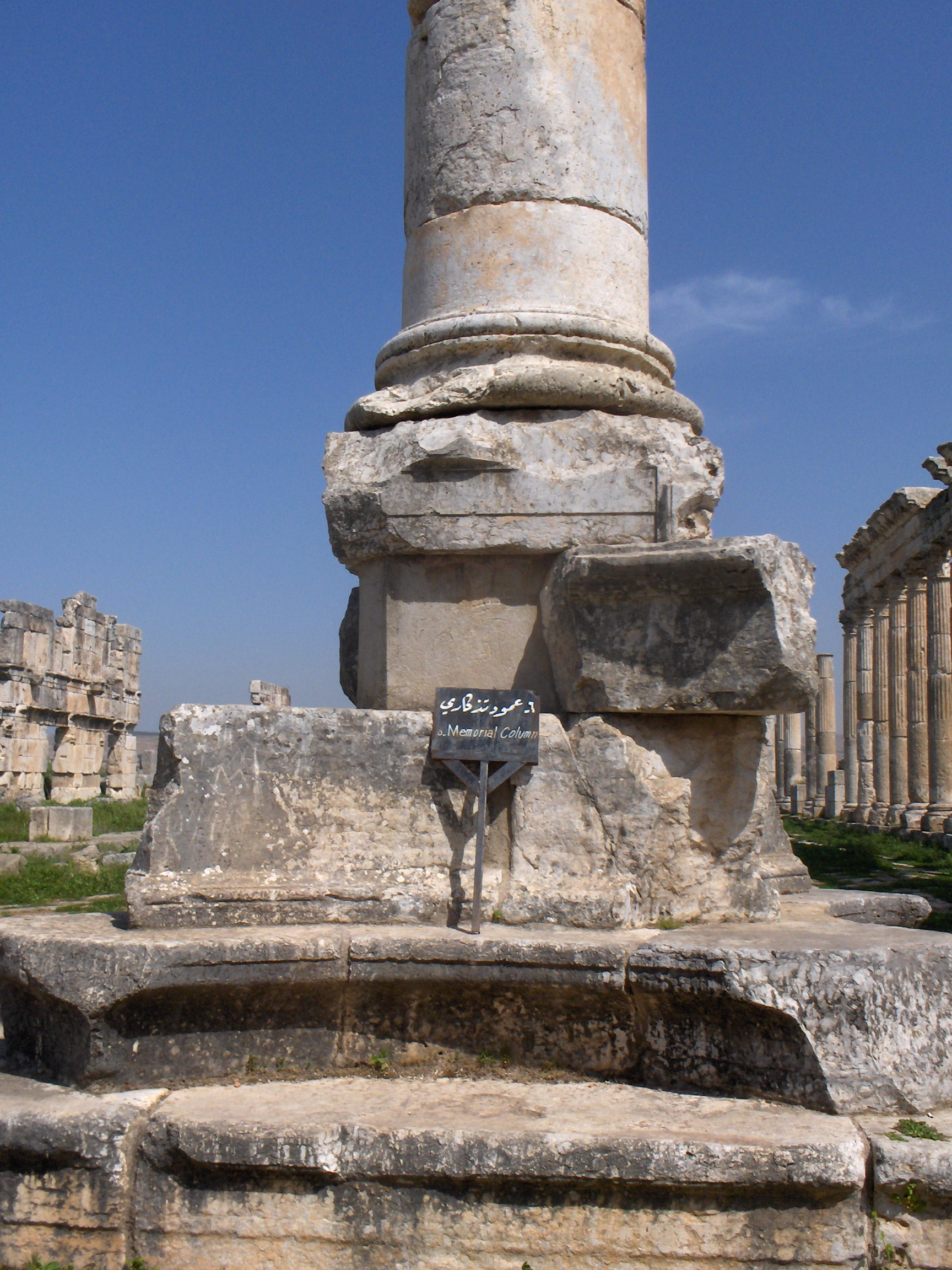
Base della colonna monumentale.
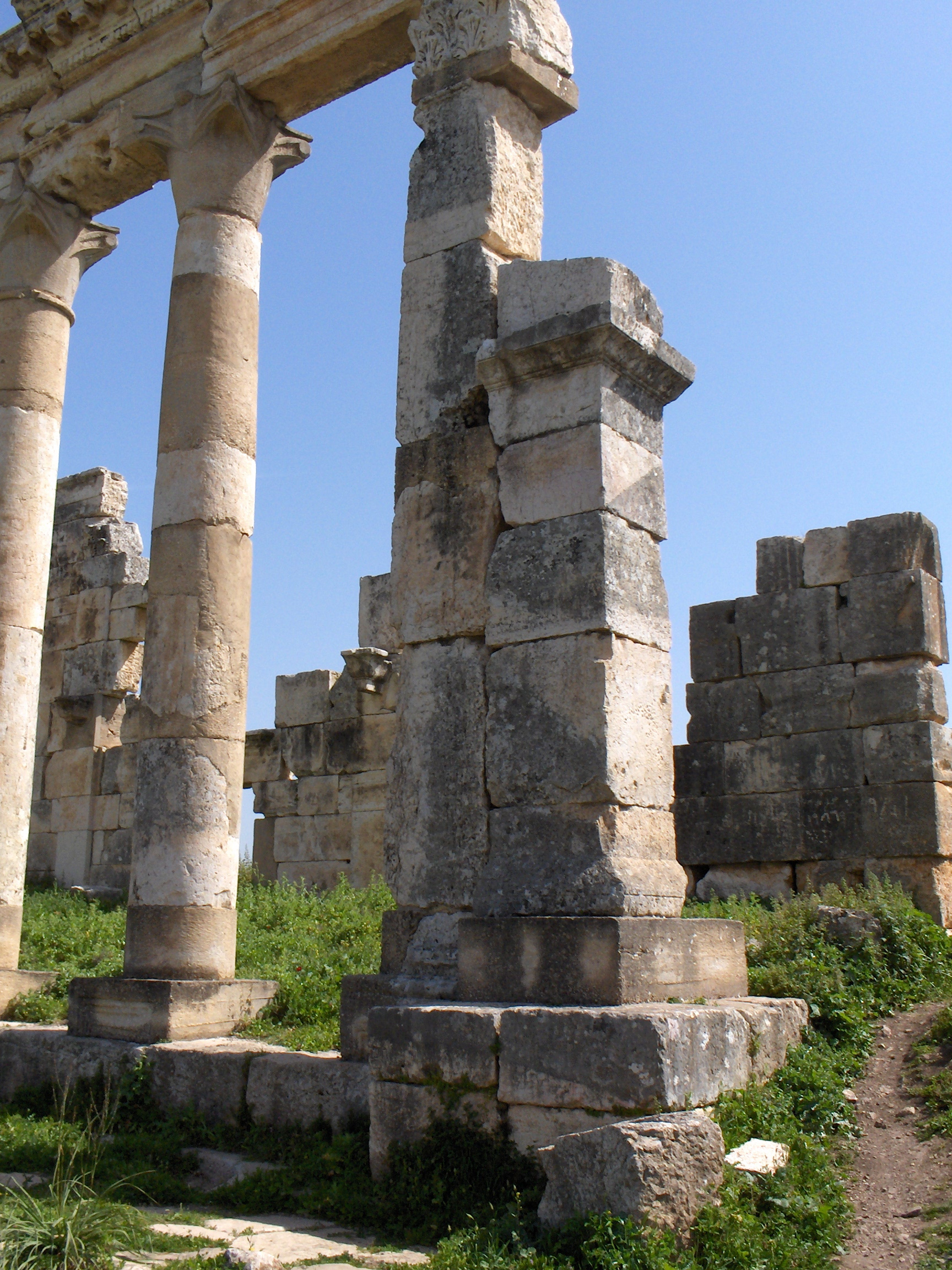
Incrocio tra cardo massimo e decumano.
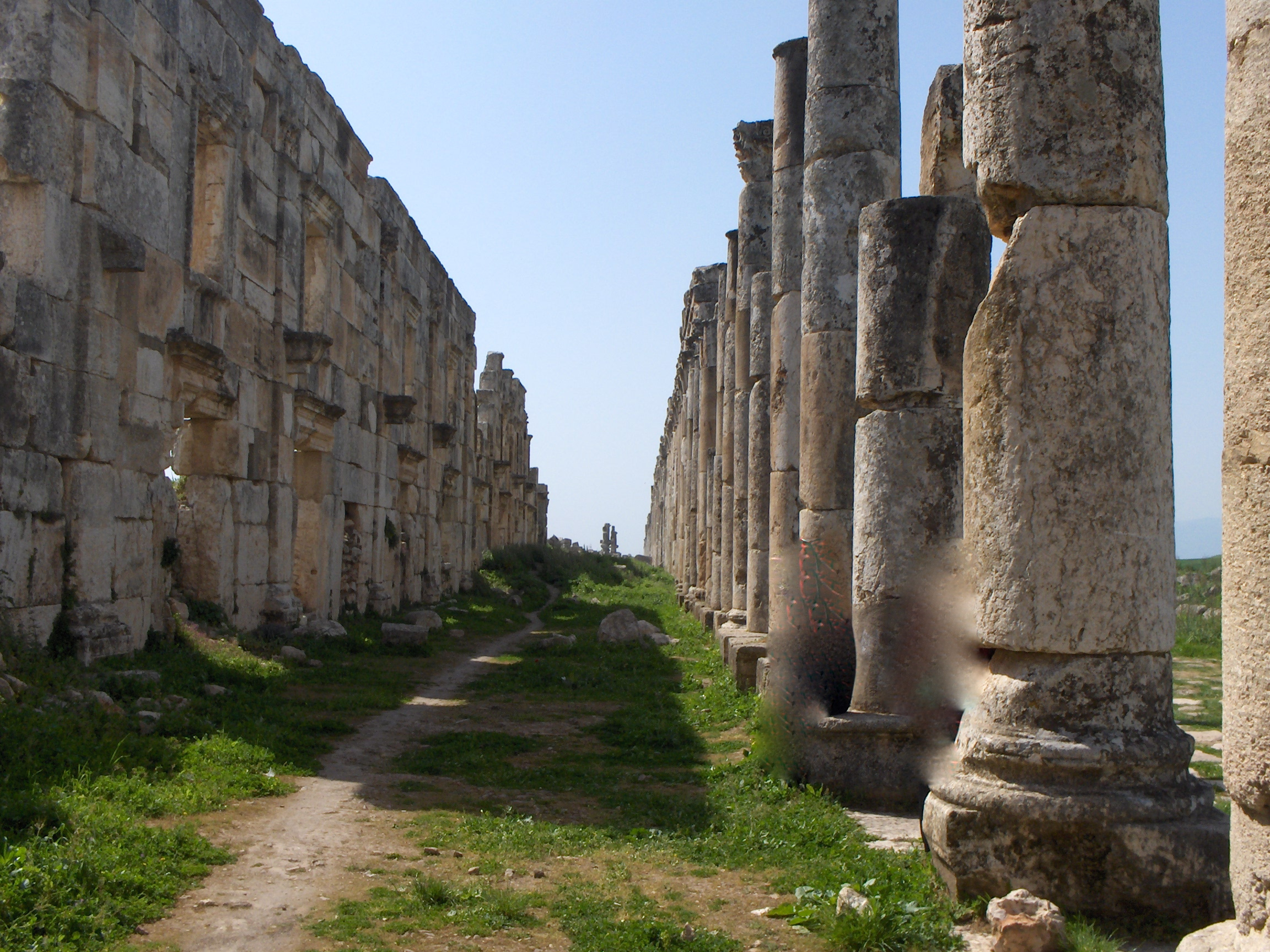
Porticato su cui si aprivano i negozi.
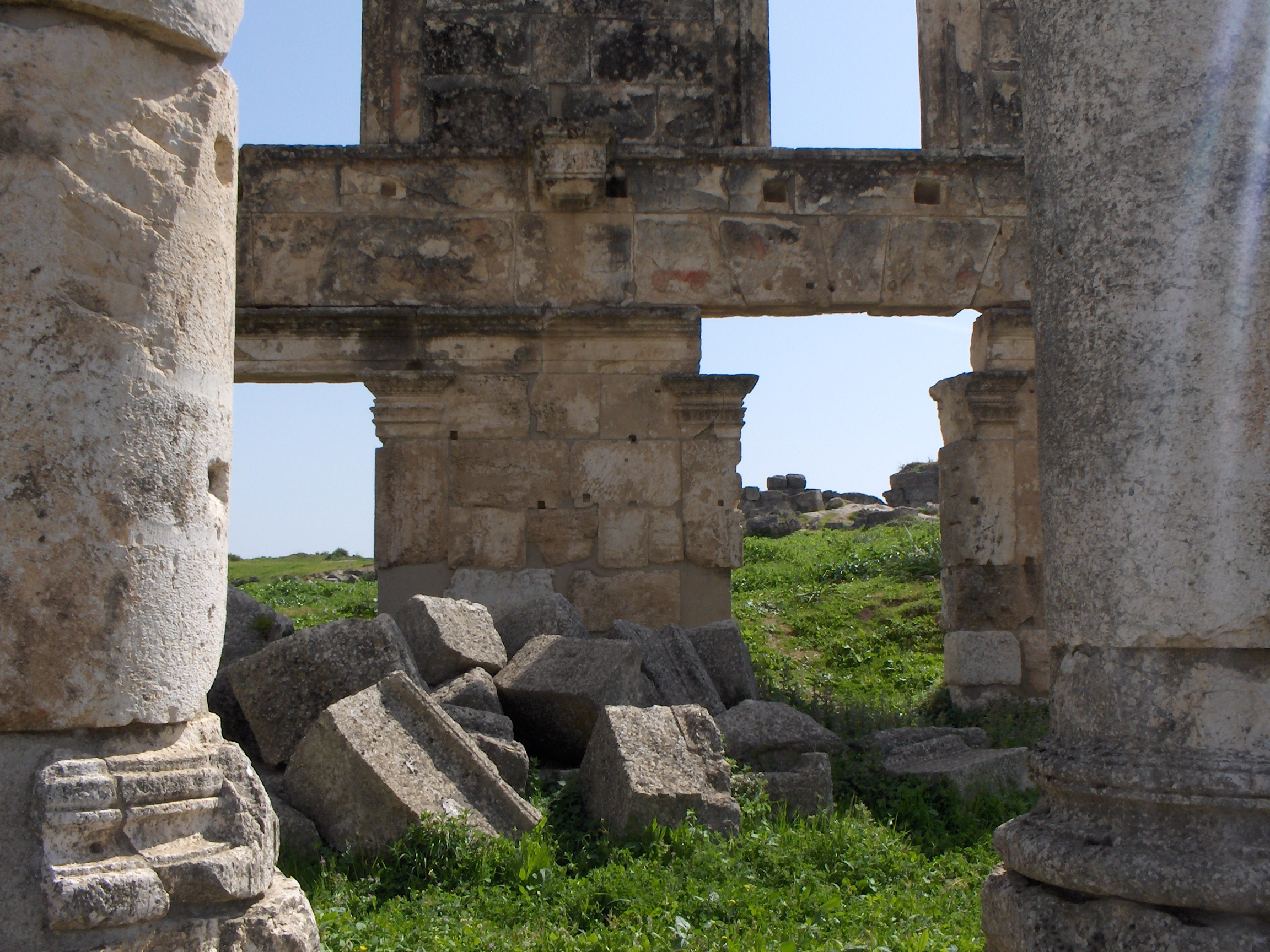
le terme